# Zach Bryan
Zachary Lane Bryan (Okinawa – 2 de abril de 1996) é um cantor e compositor de Música country americano nascido em Okinawa, Japão e criado em Oologah, Oklahoma. Lançou seus dois primeiros álbuns Deann e Elizabeth em 2019 e 2020 até lançar seu terceiro álbum, desta vez em uma grande gravadora, American Heartbreak, que estreou na Billboard 200 em quinto lugar.
Em 2023, seu terceiro álbum autointitulado estreou em primeiro lugar na Billboard 200 e a canção "I Remember Everything" com Kacey Musgraves estreou em primeiro lugar na Billboard Hot 100.

## Início da Carreira
Bryan nasceu em Okinawa, Japão, enquanto sua família estava servindo no exterior com a Marinha dos Estados Unidos, mas cresceu em Oologah, Oklahoma. Continuando uma tradição familiar, Bryan foi membro da ativa da Marinha desde os 17 anos. Ele começou a escrever canções aos 14 anos e usou seu tempo livre enquanto estava na Marinha para escrever músicas por diversão.
Bryan começou a postar suas músicas no YouTube em 2017. Uma de suas músicas, "Heading South", acabou se tornando viral.
Seu álbum de estreia, DeAnn, foi dedicado à sua falecida mãe e lançado em 24 de agosto de 2019. Foi escrita em dois meses e gravada com seus amigos em um Airbnb na Flórida. O primeiro concerto público de Bryan foi em Medford, Oregon, em outubro de 2019. Um segundo álbum, Elisabeth, foi lançado em 8 de maio de 2020.
Em 25 de janeiro de 2022, Bryan anunciou que lançaria seu primeiro álbum por uma grande gravadora, American Heartbreak, foi lançado em 20 de maio de 2022. Ele estreou no quinto lugar na Billboard 200 com mais de 70.000 cópias vendidas, marcando a maior semana de estréia para um álbum country no ano de 2022.
Em 25 de agosto de 2023, Bryan lançou seu quarto álbum autointitulado, Zach Bryan. O disco estreou na primeira posição da Billboard 200.
Em 22 de setembro de 2023, Bryan lançou seu terceiro EP, Boys of Faith, que incluía parcerias com os artistas Noah Kahan e Bon Iver.
No 66º Grammy Awards, Bryan foi indicado para três categorias. Seu quarto álbum autointitulado foi indicado para Melhor Álbum Country . "I Remember Everything" com Musgraves foi indicado para Melhor Canção Country. A música também foi indicada e ganhou o prêmio de Melhor Dupla/Grupo Country, marcando a primeira vitória de Bryan no Grammy de sua carreira. 
No início de 2024, Bryan anunciou seu quinto álbum de estúdio intitulado The Great American Bar Scene. Em 24 de maio de 2024, Bryan lançou o single principal do álbum, "Pink Skies"

## Discografia
- DeAnn (2019)
- Elizabeth (2020)
- American Heartbreak (2022)
- Zach Bryan (2023)